# Richard Middleton
Richard Barham Middleton (28 de octubre de 1882 - 1 de diciembre de 1911) fue un poeta y narrador inglés, recordado especialmente por sus relatos breves. Muy conocidos son "El buque fantasma" y "En el camino de Brighton".

## Biografía
Se educó en el Cranbrook School, de Kent, y más tarde, de 1901 a 1907, trabajó en Londres para el Royal Exchange Assurance Corporation Bank, como administrativo. Hombre de gran sensibilidad, profundamente amargado por su destino, asumió una vida bohemia por las noches.   Se mudó de la casa de sus padres y en los salones de Blackfriars se unió al club de The New Bohemians donde se relacionó con escritores como Arthur Machen, Louis McQuilland (1880-1946), Christopher Wilson y otros. Fue mencionado, encubiertamente, en el libro de Arthur Ransome Bohemia in London (1907).
Llegó a ser redactor de la revista Vanity Fair, a las órdenes de Edgar Jepson. Allí confesaría a Frank Harris, otro redactor de la revista, que lo que quería era ganarse la vida como poeta. Poco después, Harris publicó el poema de Middleton "The Bathing Boy" ["El chico del baño"].
Su trabajo también fue publicado por Austin Harrison en la revista The English Review; Middleton escribió asimismo reseñas de libros para la revista The Academy.
Alguna vez se ha dicho que un encuentro con el joven Raymond Chandler pudiera haber influido en el aplazamiento de su carrera literaria, que, dada la fecha en que se produciría, llegaría a ser definitivo.
Middleton sufría de depresión severa, llamada melancolía en ese momento. Pasó los últimos nueve meses de su vida en la ciudad de Bruselas. Allí, en diciembre de 1911, contando 29 años de edad, se quitó la vida envenenándose con cloroformo, que se le había recetado como medicamento.

## Obra
Este autor solo publicó obras sueltas; no llegó a editar ningún libro en vida. Su traductor al español, José María Nebreda, titula el prólogo de la introducción a sus cuentos "Un escritor maldito": «Criado  en el seno de una familia acomodada de la clase media inglesa, mostró desde pequeño una extraordinaria sensibilidad, sensibilidad fácilmente distinguible en toda su prosa y terriblemente definitoria al final de su vida. Middleton fue la personificación poética del estereotipo romántico, un bohemio que apenas vivía de lo que le reportaba la venta de sus escritos a importantes periódicos de la época, un joven de un talento exquisito que jamás fue reconocido en vida, un hombre que pasó por la pobreza, que no fue correspondido en su amor, que intentó llevar una vida bohemia y que, finalmente, a la edad de 29 años, decidió poner fin a su vida justo cuando estaba a las puertas del éxito».
Middleton tuvo una niñez desdichada, lo cual se echa de ver en algunas de sus estremecedoras historias infantiles: "Un drama de la niñez", "El chico nuevo", etc. El crítico Darrell Schweitzer afirma a este respecto: «Relato tras relato se nos muestra cómo los brillantes sueños de la niñez son incapaces de sobrevivir en el sórdido mundo de los adultos.  Cuando estos buscan esos sueños no encuentran más que dolor. El caso más extremo es el del noble desarraigado que protagoniza "Sangre azul", que no conoce día en su vida del que pueda sentirse orgulloso, pero que vislumbra un atisbo de heroica caballerosidad antes de morir en el arroyo. Las historias sobre la niñez de Middleton son comparables a las de Kenneth Grahame, Walter de la Mare, o incluso Ray Bradbury, pero en ellas siempre están al acecho, apenas bajo la superficie, la locura y la desesperación».
Este autor cultivó igualmente, como se ha dicho, la poesía, el relato de humor negro ("El gran hombre") y el sarcástico ("Un día gris"), destacando asimismo en el relato de fantasmas ("En el camino de Brighton").

Pronto dejó atrás Reigate, y a tres kilómetros una figura, una frágil figura, apareció de entre la oscuridad y se puso a su lado.
—¿Va usted de camino, jefe? —dijo una voz ronca—. En ese caso podría hacer un trecho con usted, si no va demasiado rápido. Se siente uno muy solo caminando sin compañía a esta hora del día.
—¡Pero... la neumonía! —gritó horrorizado el vagabundo.
—He muerto en Crawley esta mañana —dijo el muchacho.
De "En el camino de Brighton"

El escritor galés Arthur Machen se declaró admirador suyo. De El buque fantasma escribió: «Es un libro maravilloso, todo él se haya impregnado de una llamativa calidad que lo diferencia grandemente de otros. Pienso que se trata de una obra verdaderamente hermosa».
La reputación de Middleton creció después de su muerte, y sus historias han aparecido en numerosas antologías. El compilador John Gawsworth incluyó en su célebre colección New Tales of Horror varios relatos de este autor, al lado de los de grandes maestros como Arthur Machen, Walter de la Mare, Algernon Blackwood, etc.

## Obras
- Poems and Songs (1912) poemas
- Poems and Songs Second Series (1912) poemas
- The Day Before Yesterday (1912) ensayos
- The Ghost Ship: And Other Stories (1912) cuentos
- Monologues (1913)
- Queen Melanie And the Woodboy (1931) novela
- The Pantomime Man (1933) cuentos
- New Tales of Horror (antología de VV.AA. de 1934) cuentos
- Richard Middleton (1937, compilación de John Gawsworth) poemas